# 五色姫海浜公園

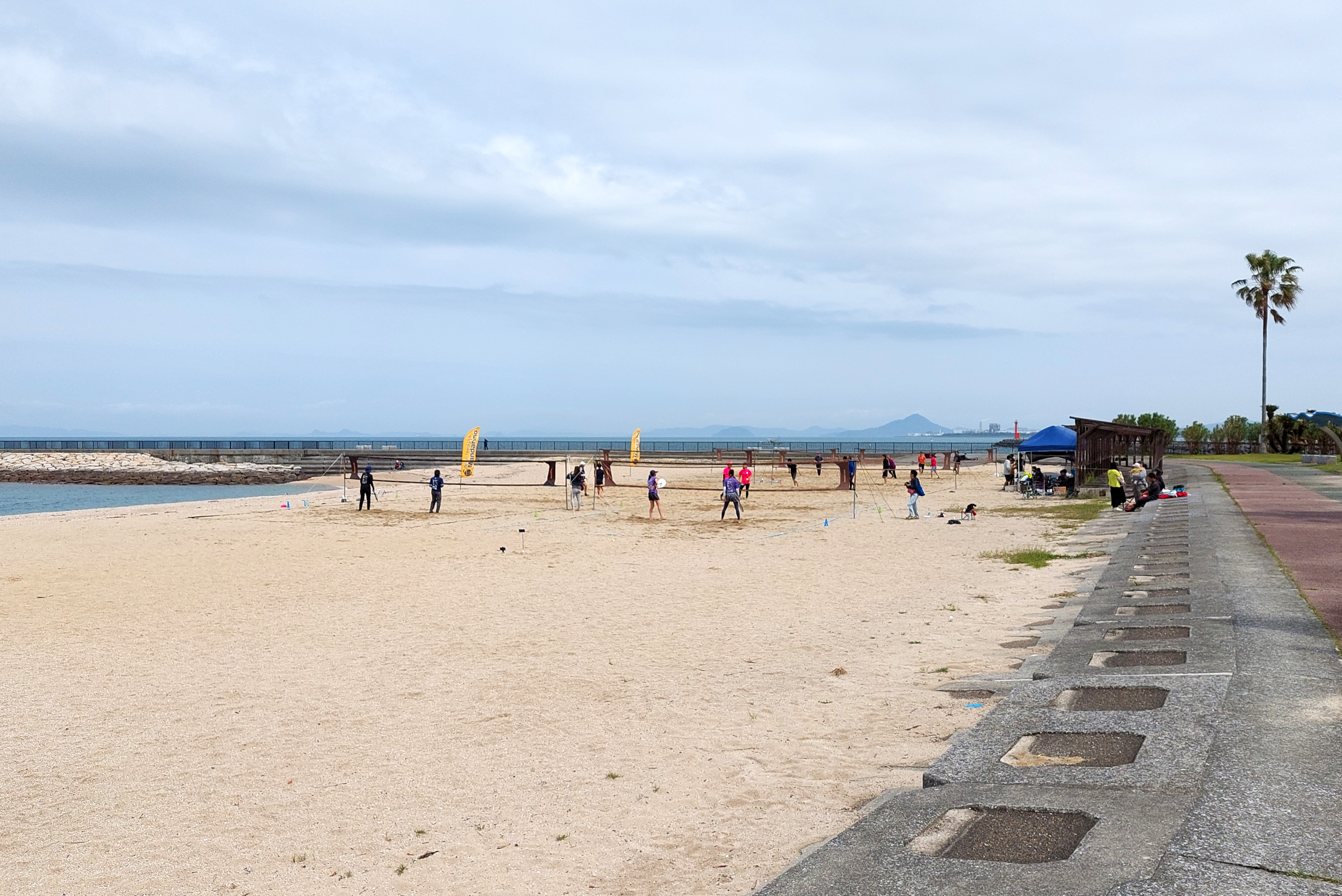
五色姫海浜公園の砂浜

五色姫海浜公園（ごしきひめかいひんこうえん）は愛媛県伊予市にある海水浴場。1994年に開設された。
夏季には多くの海水客が訪れる。毎年3月下旬には「五色姫復活祭」を、8月には同市に拠点を行っているビーチバレージャパン女子ジュニア選手権大会を共に開催している。

## イベント
- 五色姫復活祭（3月第4日曜日）
- HIMEカップビーチバレー大会（5月～9月上旬）
- 海開き（7月上旬）
- 五色浜海浜公園サマーフェスティバル（7月中旬）
- マドンナカップビーチバレー大会（8月中旬）
- 五色浜のいもたき（9月1日～9月30日）